# Nola leucalea
Nola leucalea är en fjärilsart som beskrevs av George Francis Hampson 1909. Nola leucalea ingår i släktet Nola och familjen trågspinnare. Inga underarter finns listade i Catalogue of Life.